# Soteel
Soteel är en ort i Mexiko.   Den ligger i kommunen Chilón och delstaten Chiapas, i den sydöstra delen av landet, 800 km öster om huvudstaden Mexico City. Soteel ligger 903 meter över havet och antalet invånare är 270.
Terrängen runt Soteel är kuperad. Runt Soteel är det ganska tätbefolkat, med 54 invånare per kvadratkilometer. Närmaste större samhälle är Ocosingo, 17,8 km söder om Soteel. I omgivningarna runt Soteel växer i huvudsak städsegrön lövskog.